# سن-دونا
سن-دونا (به فرانسوی: Saint-Donat) یک کمون در فرانسه است که در Canton of La Tour-d'Auvergne واقع شده‌است.

## خصوصیات
سن-دونا ۳۳٫۲۷ کیلومترمربع مساحت و ۲۵۴ نفر جمعیت دارد و ۱٬۰۴۸ متر بالاتر از سطح دریا واقع شده‌است.